# 압둘카데르 카밀 모하메드

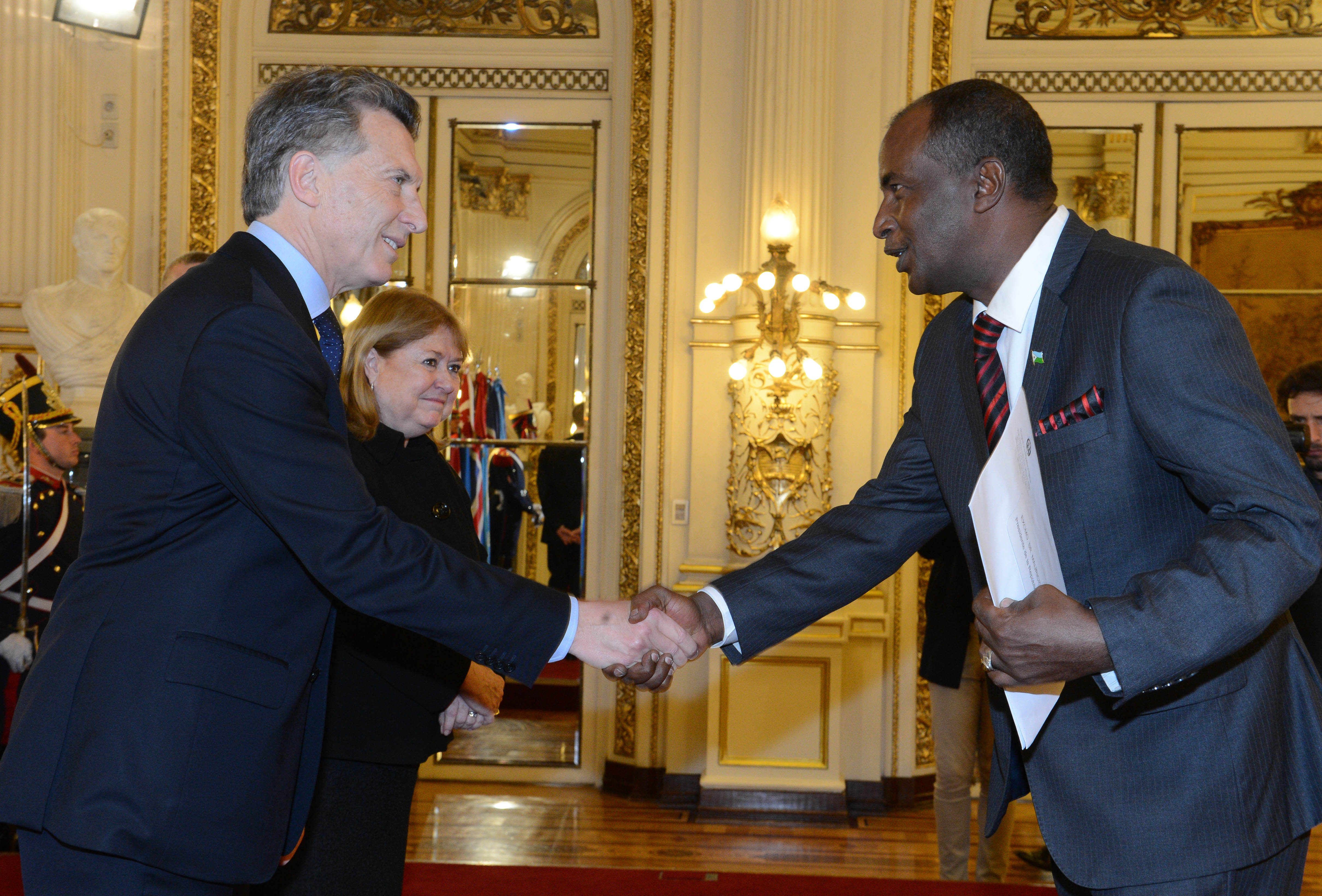
압둘카데르 카밀
모하메드 지부티 총리 그의
지부티 총리 재임 3년 4개월차 시절인
2016년 8월 29일,
나세르 모하메드
우스보(사진 오른쪽)의
아르헨티나 주재
지부티 대사 착임 광경

 압둘카데르 카밀 모하메드(Abdoulkader Kamil Mohamed, 1951년 7월 1일 ~ )는 지부티의 외교관 겸 정치인이다. 그는 2013년 4월 이후 현재 지부티 총리 직책에 있다.